# Чащиха (Краснобаковський район)
Чащиха (рос. Чащиха) — село в Краснобаковському районі Нижньогородської області Російської Федерації.
Населення становить 506 осіб. Входить до складу муніципального утворення Чащихинська сільрада.

## Історія
Від 2009 року входить до складу муніципального утворення Чащихинська сільрада.

## Населення
| 2002 | 2010 |
| ---- | ---- |
| 524  | ↘506 |